# 支部 (部首)
支部（しぶ）は、漢字を部首により分類したグループの一つ。
康熙字典214部首では65番目に置かれる（4画の5番目）。

## 概要
支部には「支」を筆画の一部として持つ漢字を分類している。
「支」の字は枝・支える・枝分かれしたもの・計算する・十二支を意味する。また後起義として支払うなどの意味がある。形の起源は不明だが、定規を持った手を象る象形文字という説や、枝指を持つ多指症の手を象る象形文字という説がある。この「支」を意符として含む文字はほとんど無い。

## 部首の通称
- 日本：ささえる、しにょう、えだにょう、じゅうまた（「十と又」から）
- 韓国：지탱할지부（jitaenghal ji bu、ささえる支部）
- 英米：Radical branch

## 部首字
支
- 広韻 - 章移切、支韻
- 詩韻 - 支韻、平声
- 三十六字母 - 照母三等
- 日本語 - 音：シ（漢音・呉音） 訓：ささえる
- 中国語 - ピンイン：zhī 注音：ㄓ ウェード式：chih 1
- 朝鮮語 - 訓音：지탱할（jjtaenghal、支える）・흩어질（heuteojil、散らばる）・줄（jul、お金を出す）・지지（jiji、十二支） 지(ji)

## 例字
- 支
- 支部に「支」以外の常用字はない。攰（疲れる）・攲（傾く）・攳（長い）といった漢字がある。
  - 翅→羽部、鼓→鼓部